# Palais du parlement du Dauphiné
Le palais du Parlement du Dauphiné est un bâtiment historique datant, pour sa partie la plus ancienne, de la fin du XVe siècle. Siège du Parlement du Dauphiné jusqu'à la Révolution, puis palais de justice jusqu'en 2002, il est situé place Saint-André à Grenoble.
Avec son architecture mêlant le gothique flamboyant de style Louis XII, le style de la seconde Renaissance et le style néorenaissance, le palais présente des décors remarquables dans ses anciennes salles d'audience. Sur sa façade bicolore figurent divers blasons et des animaux élégamment sculptés,.
Ce palais a fait l’objet d’un classement au titre des monuments historiques depuis 1889. Sa rénovation complète est prévue à l'horizon 2024.

## Historique

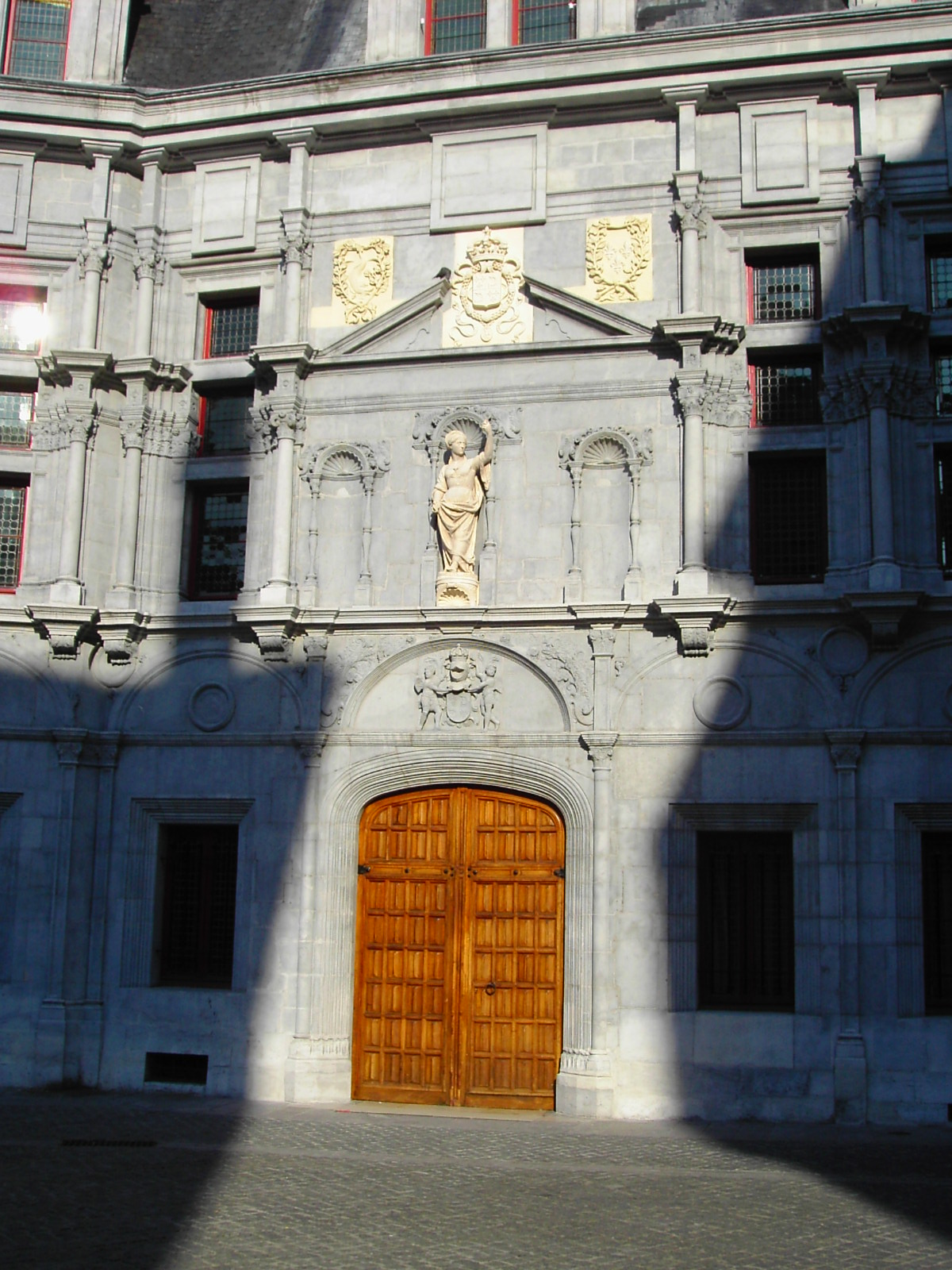
Entrée du palais.

En 1453, le roi Louis XI transforma le Conseil delphinal créé en 1337 par Humbert II, en cour souveraine de justice appelée Parlement du Dauphiné. Il a été le troisième parlement établi en France, après ceux de Paris et Toulouse.
Il donnait à Grenoble un atout de valeur et lui permettait d'asseoir le rôle de la ville comme capitale de province. En effet, dans la France d'avant 1789, la présence d'un parlement assurait à une ville une dignité particulière et des profits évidents.
En 1478, il fut décidé de le loger dignement place Saint-André à proximité immédiate du palais delphinal qui abritait jusqu'alors le Conseil delphinal. Mais les travaux des parties les plus anciennes (au centre en regardant la façade) ne commencèrent que vers 1500, sous Louis XII. Construite en pierre blanc crème provenant de la carrière de l'Échaillon, cette partie, typique du gothique flamboyant de style Louis XII, comprend l'absidiole en saillie d'une chapelle. C'est à cette époque que furent notamment sculptées les boiseries de Paul Jude dès 1521 dans la salle du parlement. Le palais s'arrêtait alors à la porte de gauche après la chapelle gothique et jouxtait une prison d'où l'on extrayait les prévenus pour les juger. Ces derniers pouvaient apitoyer les passants par des soupiraux et leur demander l'aumône.
Le palais est agrandi une première fois en 1539 sous le règne de François Ier, puis une seconde fois en 1562 sous le règne de Charles IX. Cette partie à droite en regardant la façade est construite en calcaire gris bleuté du Fontanil. L'architecte et magistrat Pierre Bucher y contribue notamment.
La décoration intérieure du palais se poursuivit durant le XVIe siècle et même le XVIIe siècle, notamment par de somptueuses armoires en bois sculpté. Le décor intérieur est à la mesure du style flamboyant des façades. Sous Louis XIV, deux ou trois beaux plafonds viendront s'ajouter à la décoration.
Autre joyau, le salon bleu, nommé ainsi en raison de ses tapisseries. C’est ici que fut déclenchée la Journée des Tuiles, le 7 juin 1788, premier événement de la révolution dauphinoise, en réaction à la décision du roi de réformer le parlement afin d'en diminuer son pouvoir. Sous la pression d'une foule considérable criant « Vive le parlement », les magistrats dauphinois sont ramenés de l'hôtel de la Première présidence au palais du parlement afin d'en rouvrir les portes condamnées quelques heures auparavant par les soldats du roi et contraints de reprendre leurs activités.
En 1890, on décida de tripler la surface du palais, les architectes Daumas et Riondel construisirent alors à la place de la prison et sur le quai de l'Isère, un édifice bien raccordé à l'ancien. La pierre est un calcaire de l'Échaillon, de couleur ocre clair. Cette extension sera inaugurée le 4 août 1897 par le président Félix Faure, en même temps que la Fontaine des trois ordres de la place Notre-Dame.

## La vie judiciaire

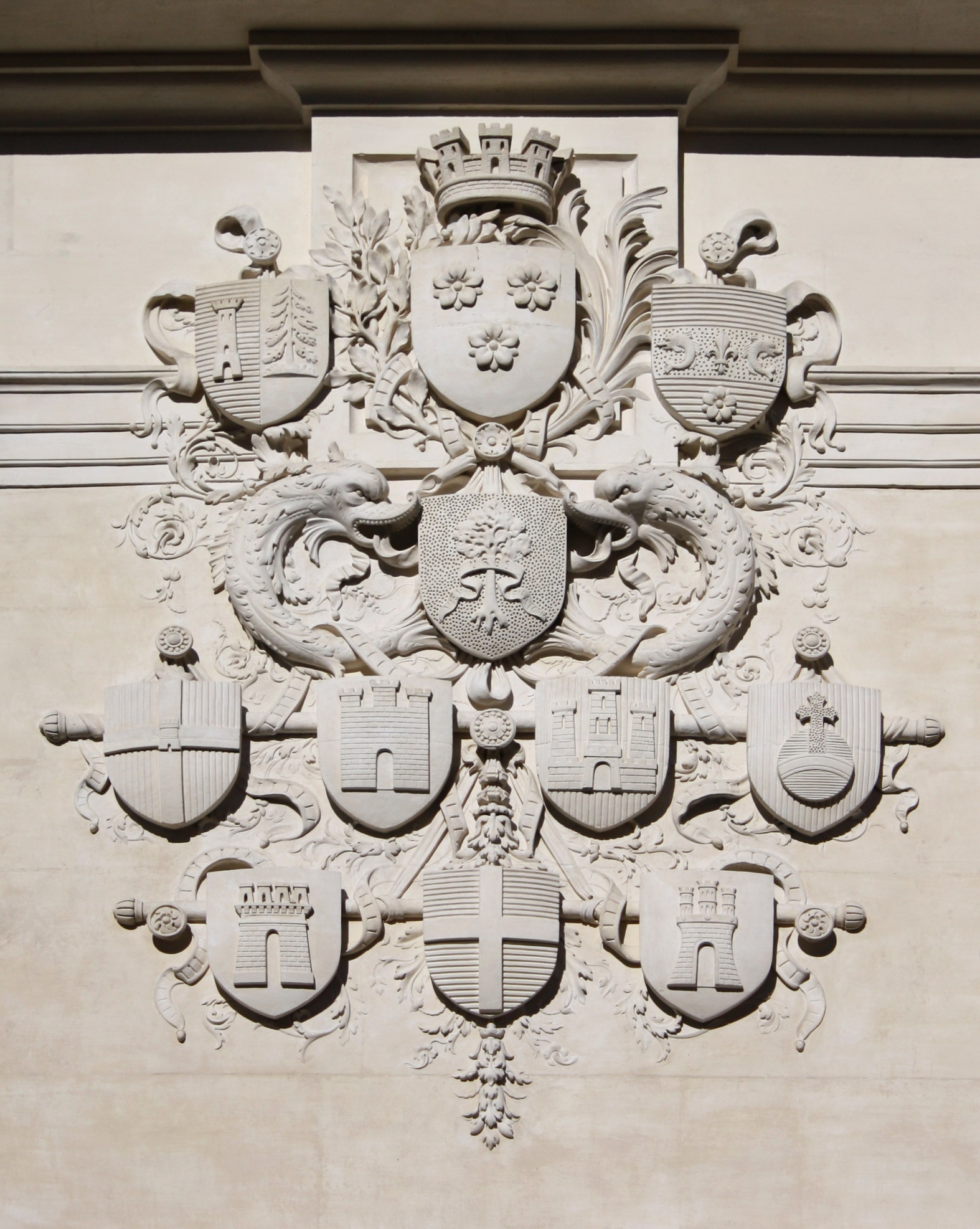
Armoiries ornant la façade.

Gens de lois et officiers se multipliaient, les plaideurs affluaient. Par leur richesse, leur culture, leur activité, les parlementaires animaient la vie de la société. Composé de magistrats grenoblois, ou du moins dauphinois, le Parlement de Grenoble allait se faire remarquer par son souci de défendre ce qui restait de libertés et par sa résistance à la fiscalité royale et contribuer, sans être révolutionnaire, à l'agitation d'où devait sortir la Révolution française. Au total, le ressort du parlement comptait 608 189 justiciables en 1763 et 766 702 en 1790.
Devenu organe d'opposition aussi bien que cour de justice, il se heurta sans cesse à ceux qui représentaient le roi à Grenoble : le gouverneur et surtout, à partir du milieu du XVIIe siècle, l'intendant. Dans le conflit permanent qui, au XVIIIe siècle opposait les parlements au gouvernement, celui de Grenoble se distingua souvent par une défense acharnée des droits des contribuables et une hostilité virulente aux représentants de l'autorité.
À la Révolution, Les provinces sont divisées en 83 départements, le Parlement du Dauphiné, comme tous les autres, est dissous et devient palais de justice. Il restera en activité jusqu'en 2002.

## Un procès remarquable

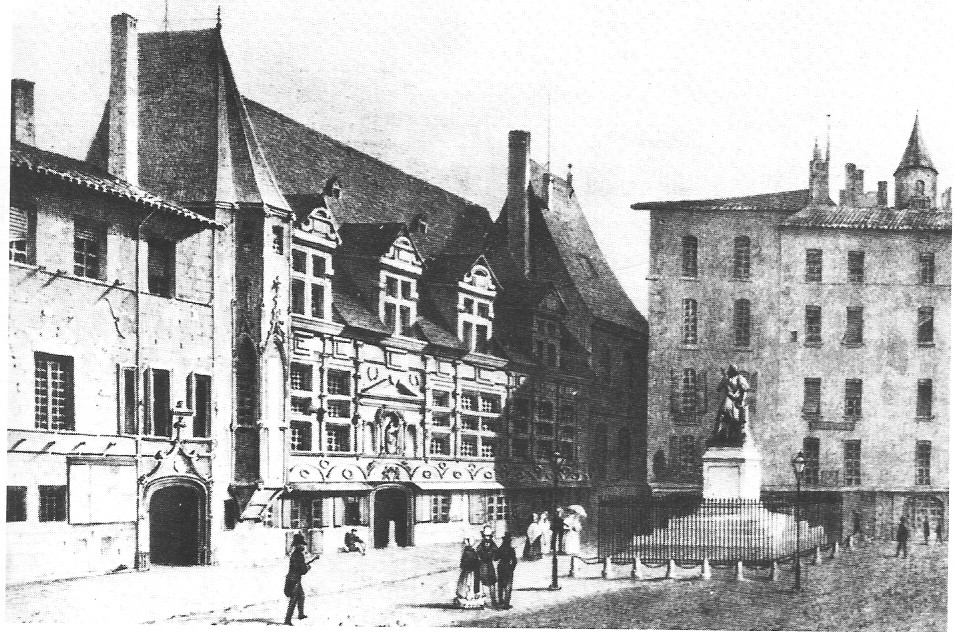
Le Parlement du Dauphiné vers 1840.

L’affaire Nobilibus fut remarquable par sa durée. Francesco Nobilibus est un moine franciscain d’origine italienne, née à Rome vers 1574 il décide de remonter l'Italie à pied en 1603 pour regagner Grenoble, il fut accusé de sorcellerie en mars 1604 pour avoir recouru à l’occultisme et à l’astrologie. À la suite de rumeurs sur le moine, les magistrats ouvrent une procédure et regroupent des témoins contre les pratiques de l'homme, ses affaires personnelles sont saisies et font l'objet d'une enquête qui vise à prouver ses méfaits.
Soumis à 230 séances d’interrogatoire, détenu pendant plus de deux ans dans la conciergerie du
palais, le malheureux fut convaincu d’avoir voulu envoûter le lieutenant-général du Dauphiné, François de Bonne à qui il s’était présenté comme guérisseur. La cour rendit sa sentence le 14 août 1606. Le présumé sorcier fut condamné à la pendaison place du Breuil (actuelle place Grenette) et son corps livré aux flammes.

## Le palais actuel
L'activité du palais de justice a été définitivement transférée en septembre 2002 dans le quartier Europole.
Parfois appelé à tort palais delphinal, le palais du Parlement du Dauphiné est visitable lors des journées du patrimoine et sert de lieu d'exposition pour à d'autres institutions. Il a été pour la première fois en 2008 l'un des lieux du festival justice et cinéma qui se déroule en novembre. Actuellement propriété du conseil départemental de l'Isère, cet édifice fait l'objet
d'un projet de rénovation prévoyant des activités commerciales, patrimoniales et touristiques.
En 2020, le département de l'Isère décide de sa rénovation complète pour l'année 2024 avec un budget de 21 millions d'euros. Le projet de 11 000 m2 prévoit ainsi la création d'appartements mais surtout le transfert dans les lieux du Musée de la Résistance et de la Déportation de l'Isère situé rue Hébert. Dans cet esprit patrimonial, les salles d'audience verront leurs tapisseries et boiseries rénovées afin de permettre leur visite au public.

## Galerie de photographies

Vues du palais du Parlement du Dauphiné
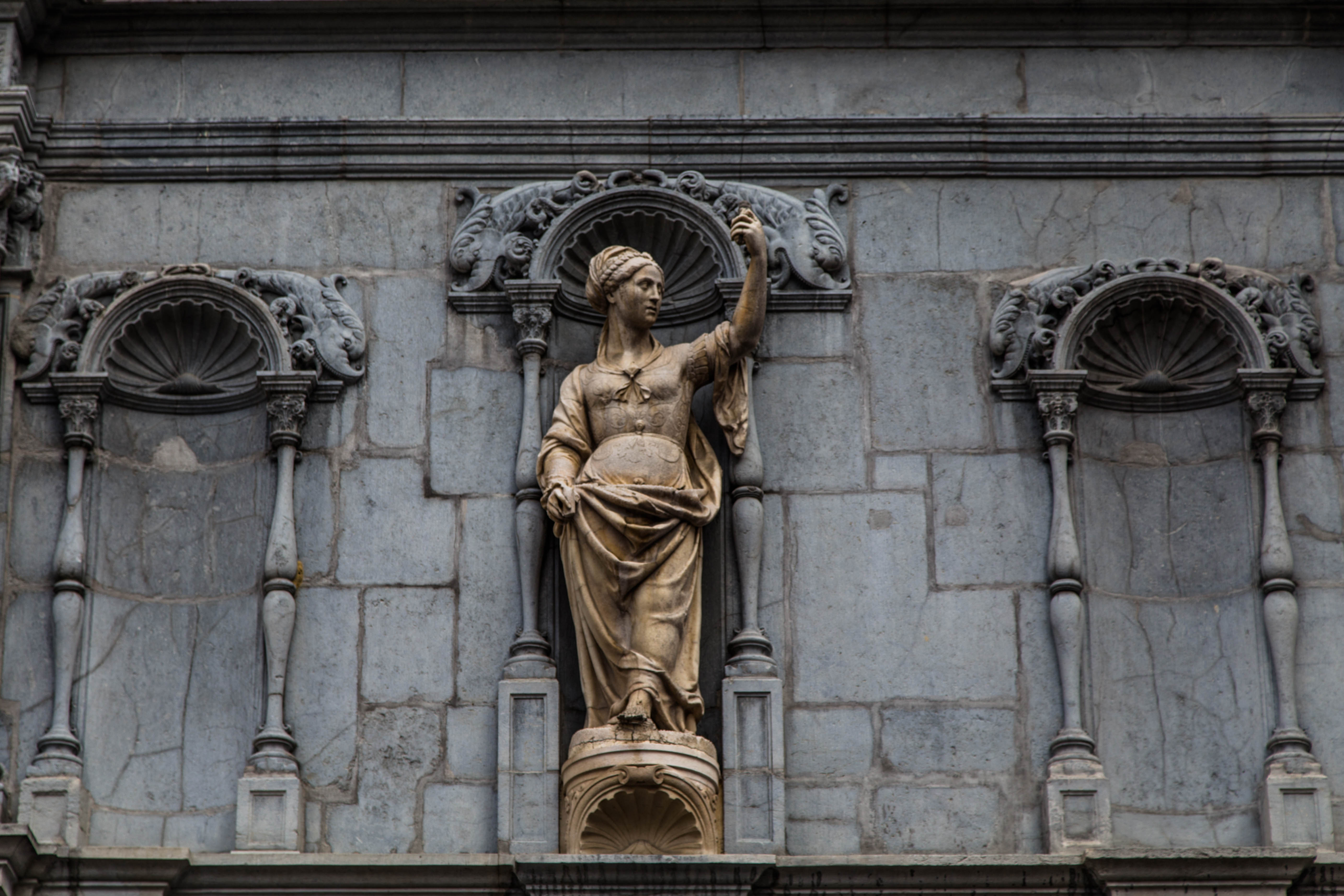
Fronton de l'entrée du palais
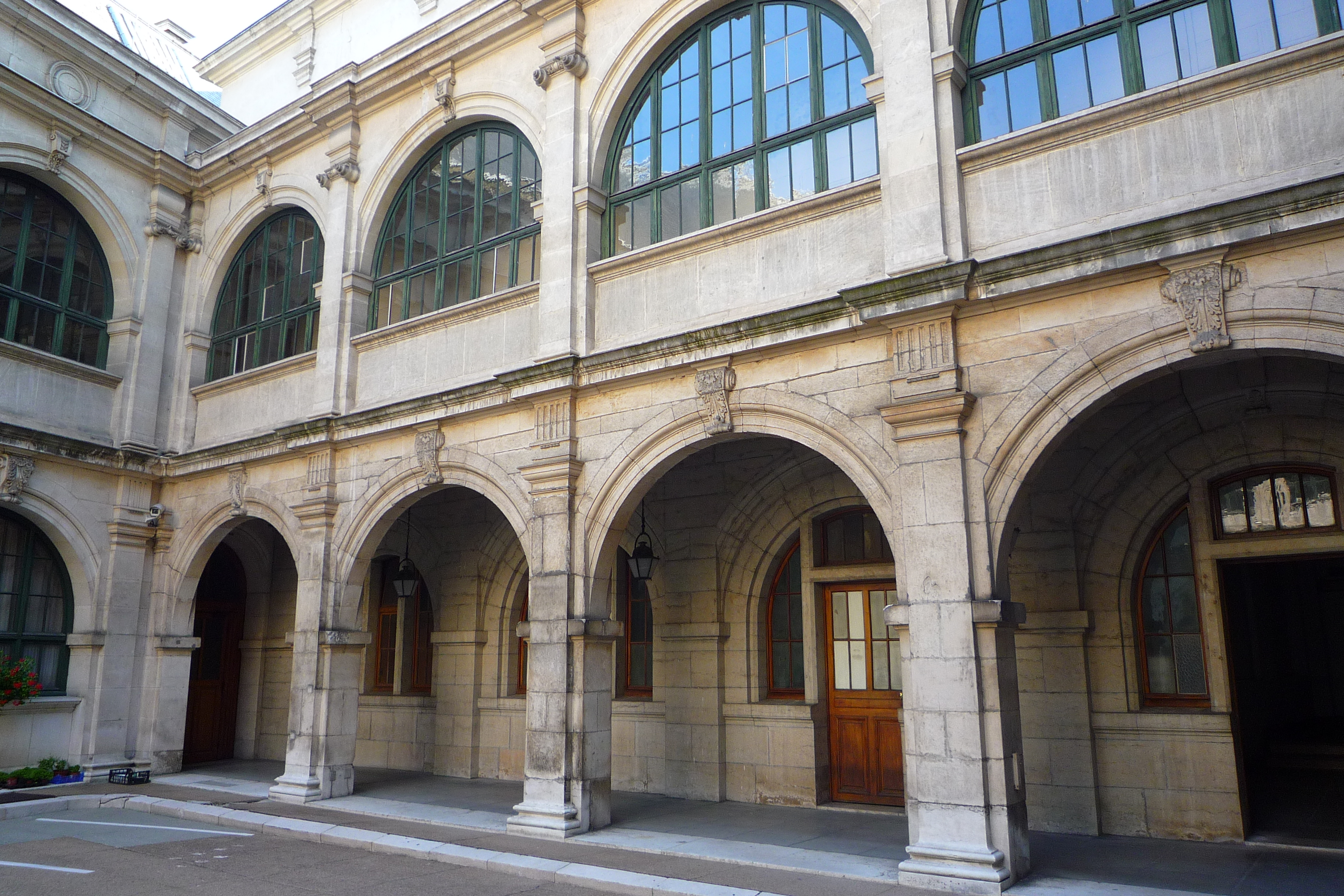
Cour intérieure.
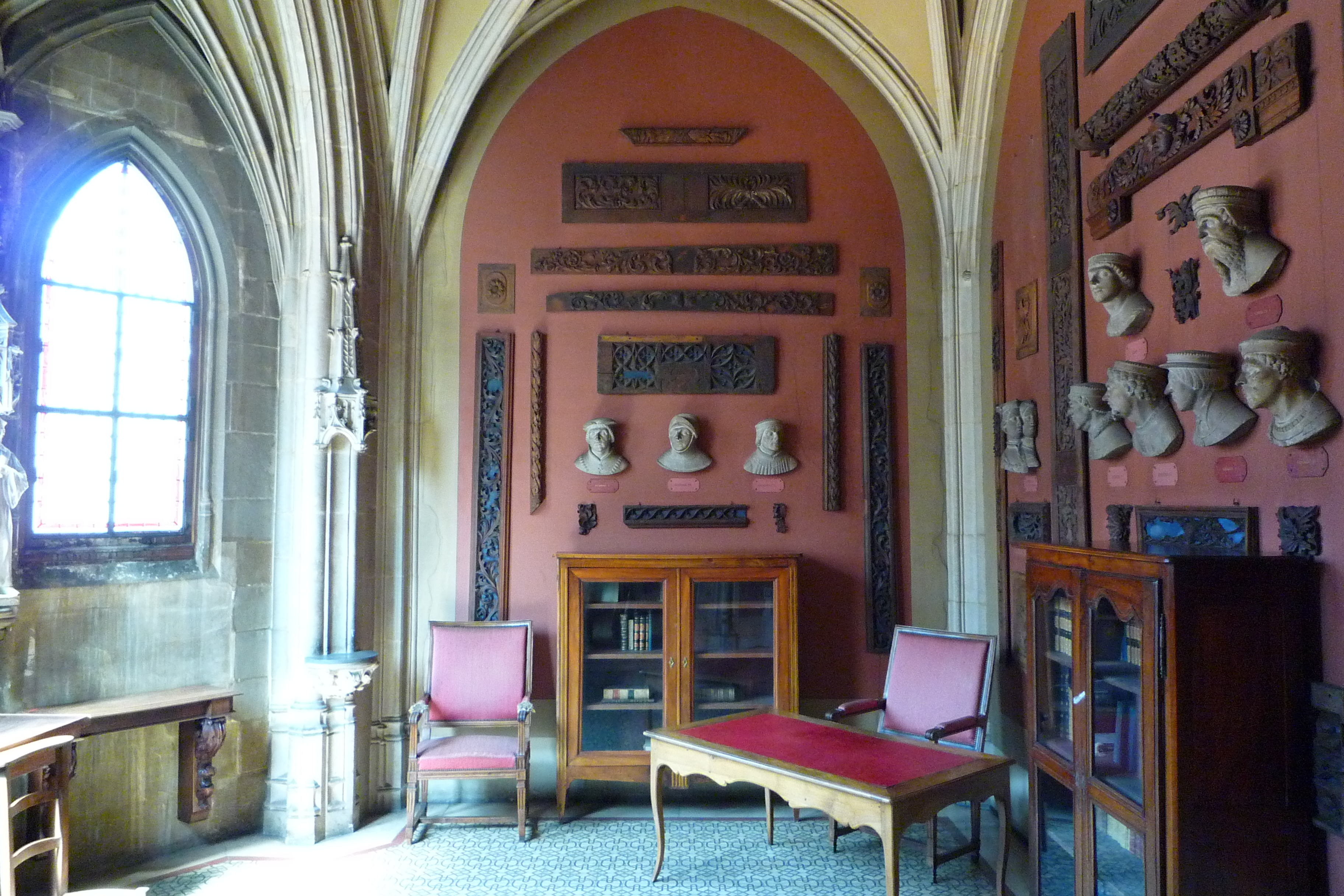
Chapelle des dauphins d'avant 1349.
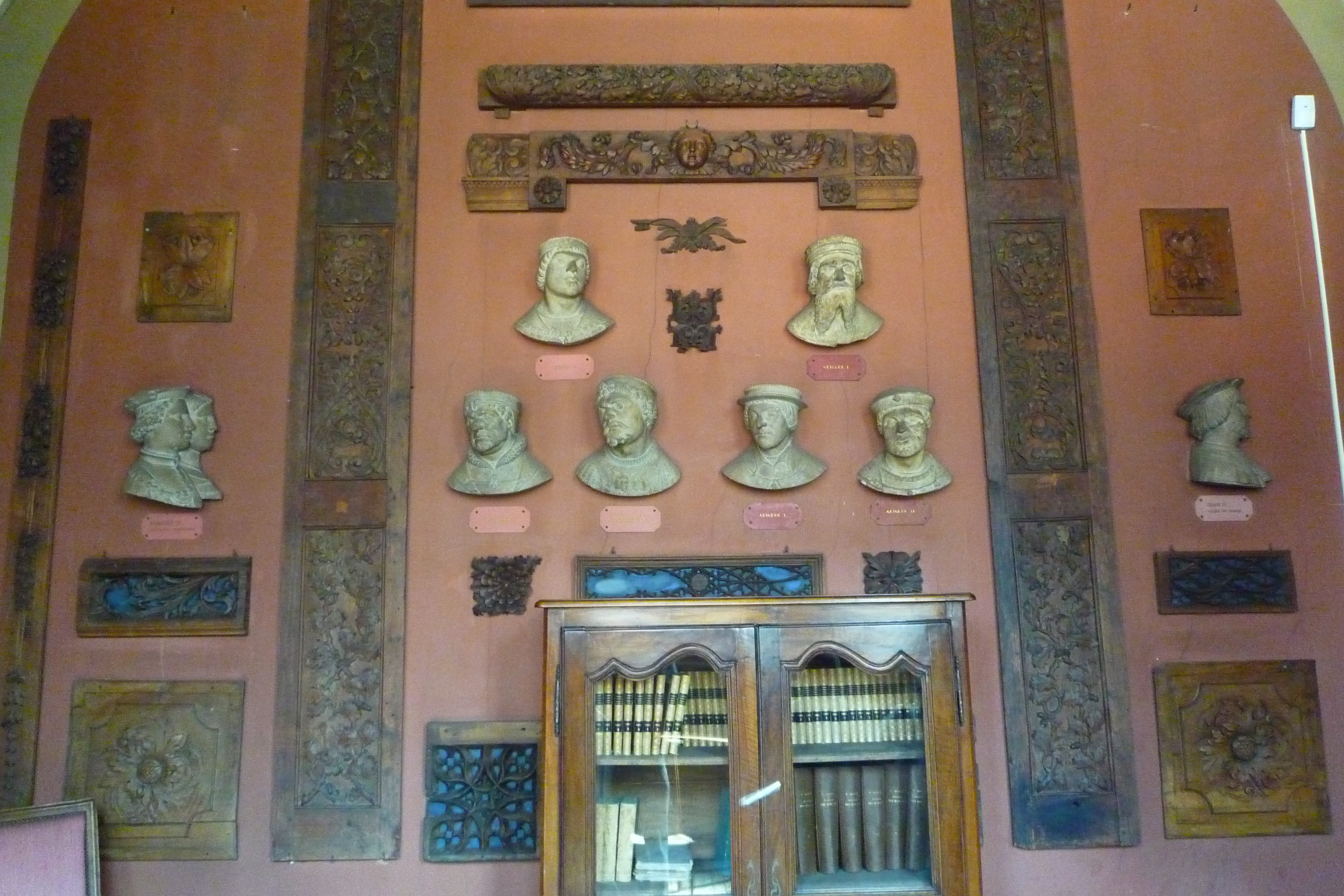
Chapelle des dauphins d'avant 1349.
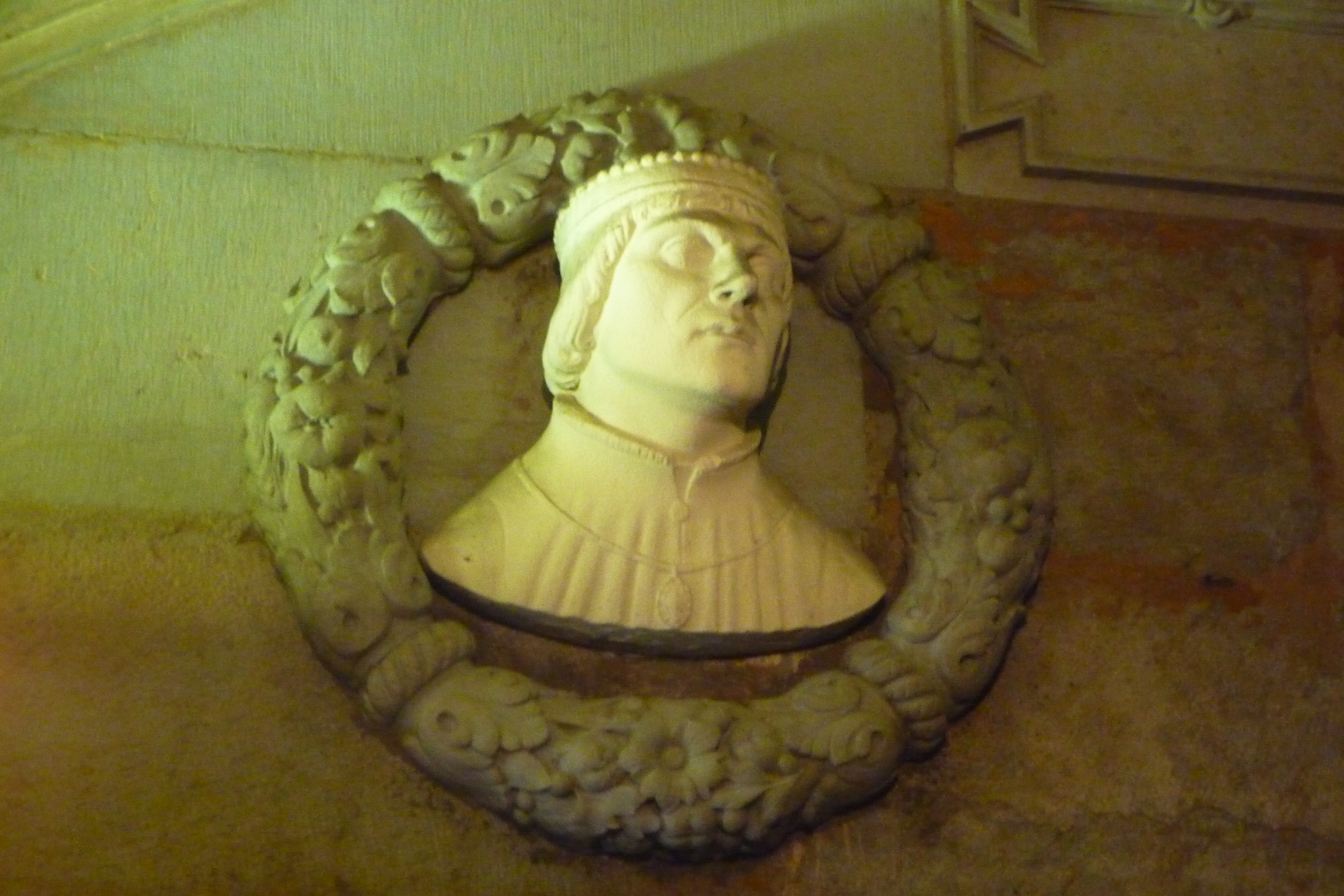
Le dauphin Humbert II.
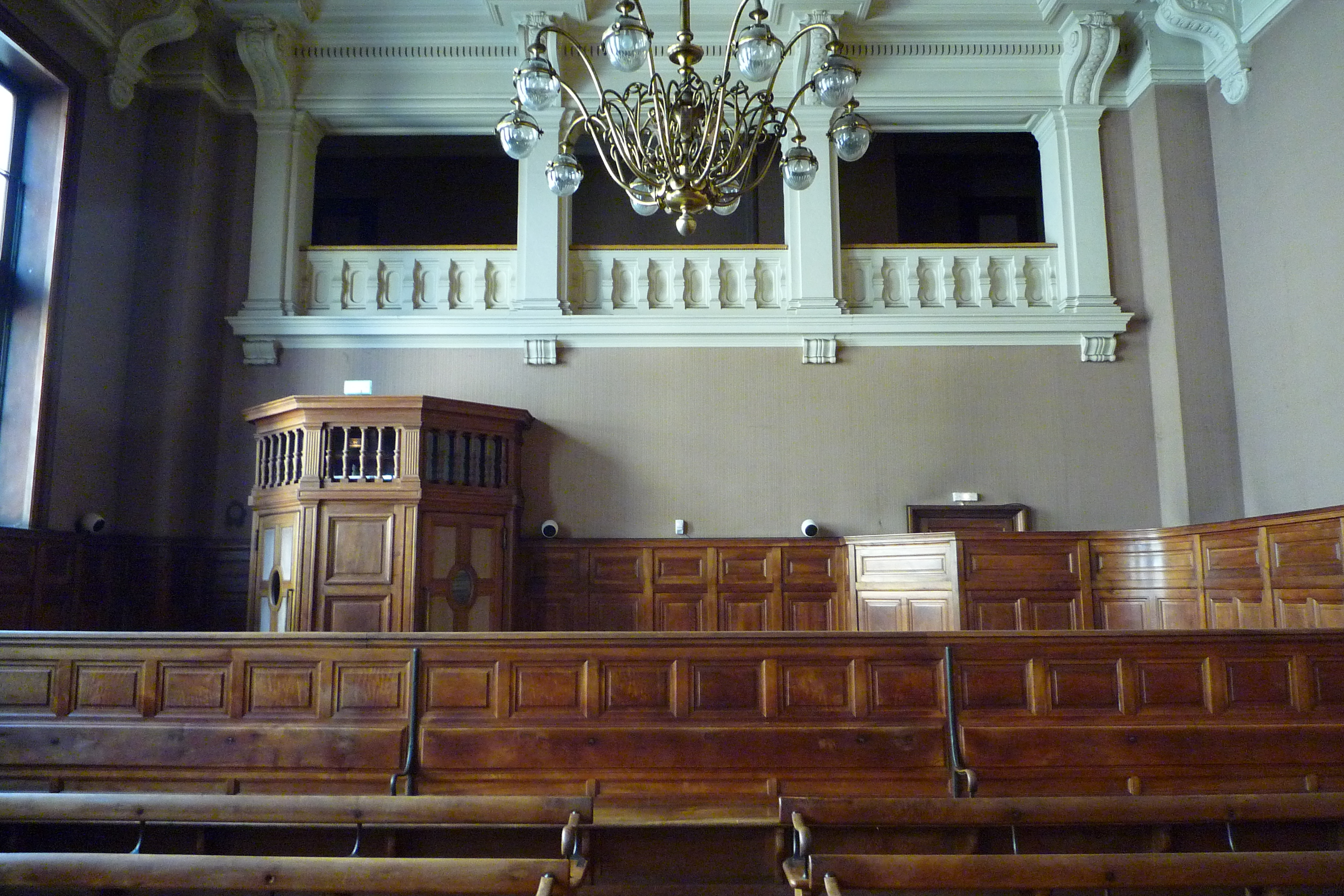
Ancienne salle de la cour d'appel.
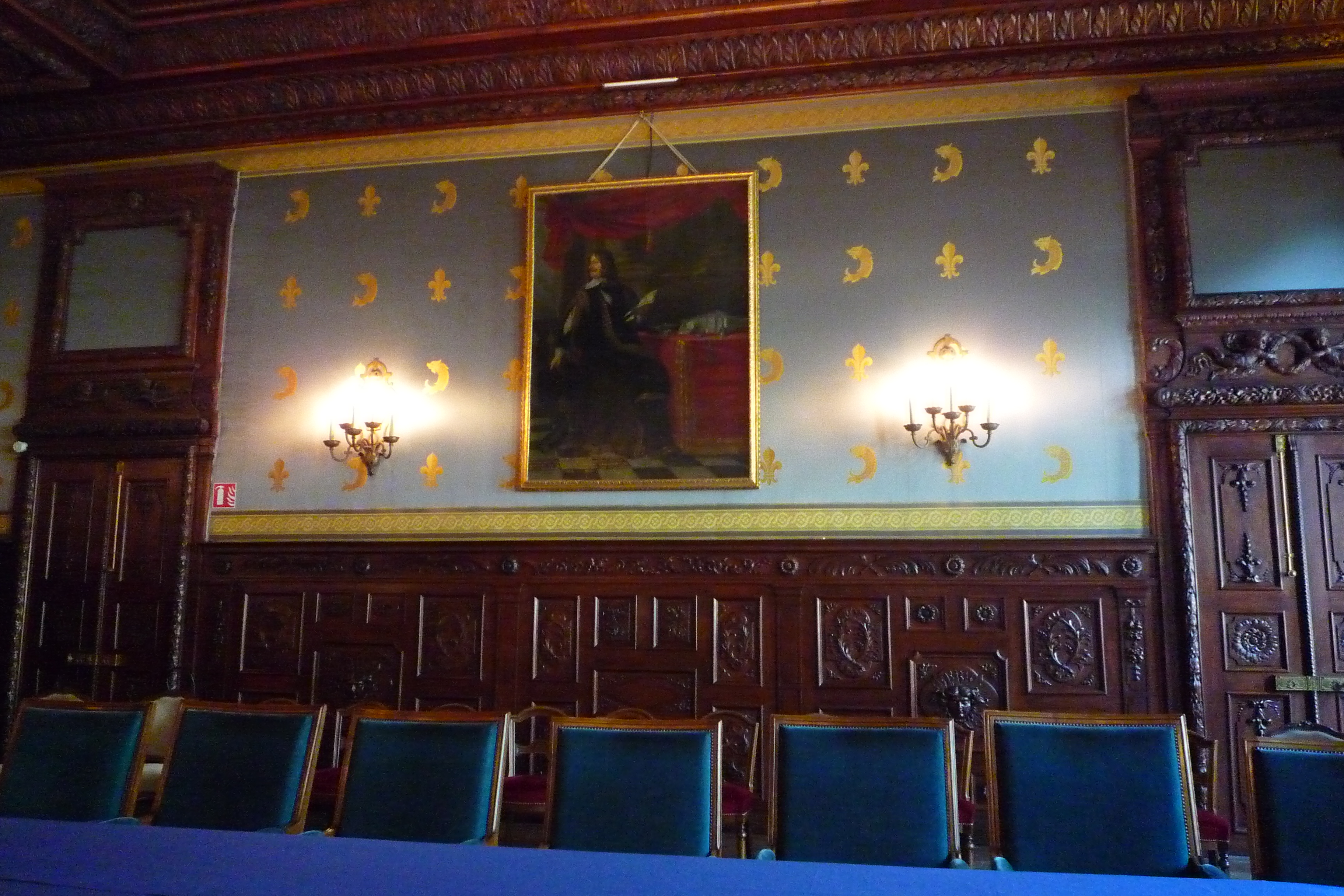
Salon bleu.
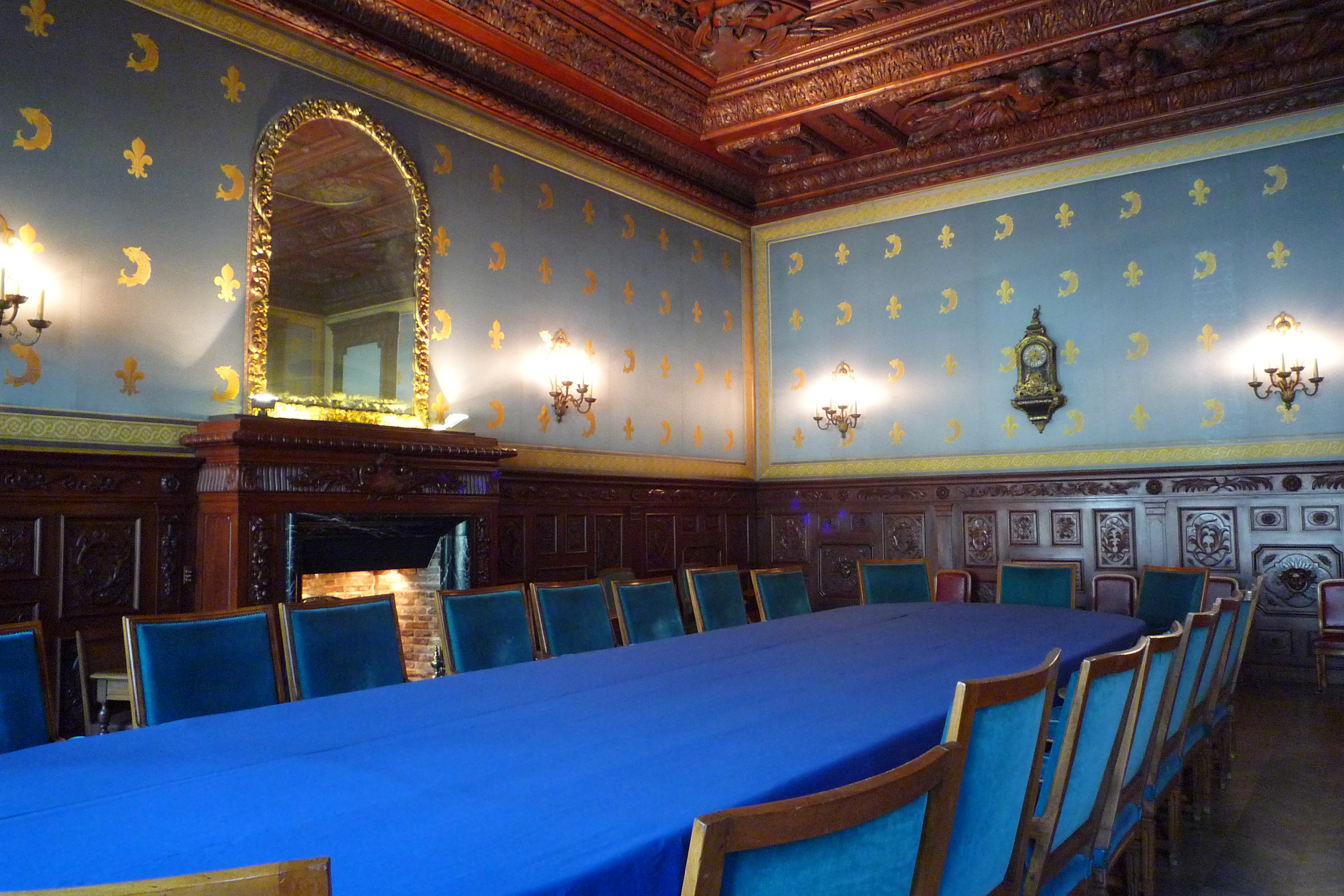
Salon bleu.
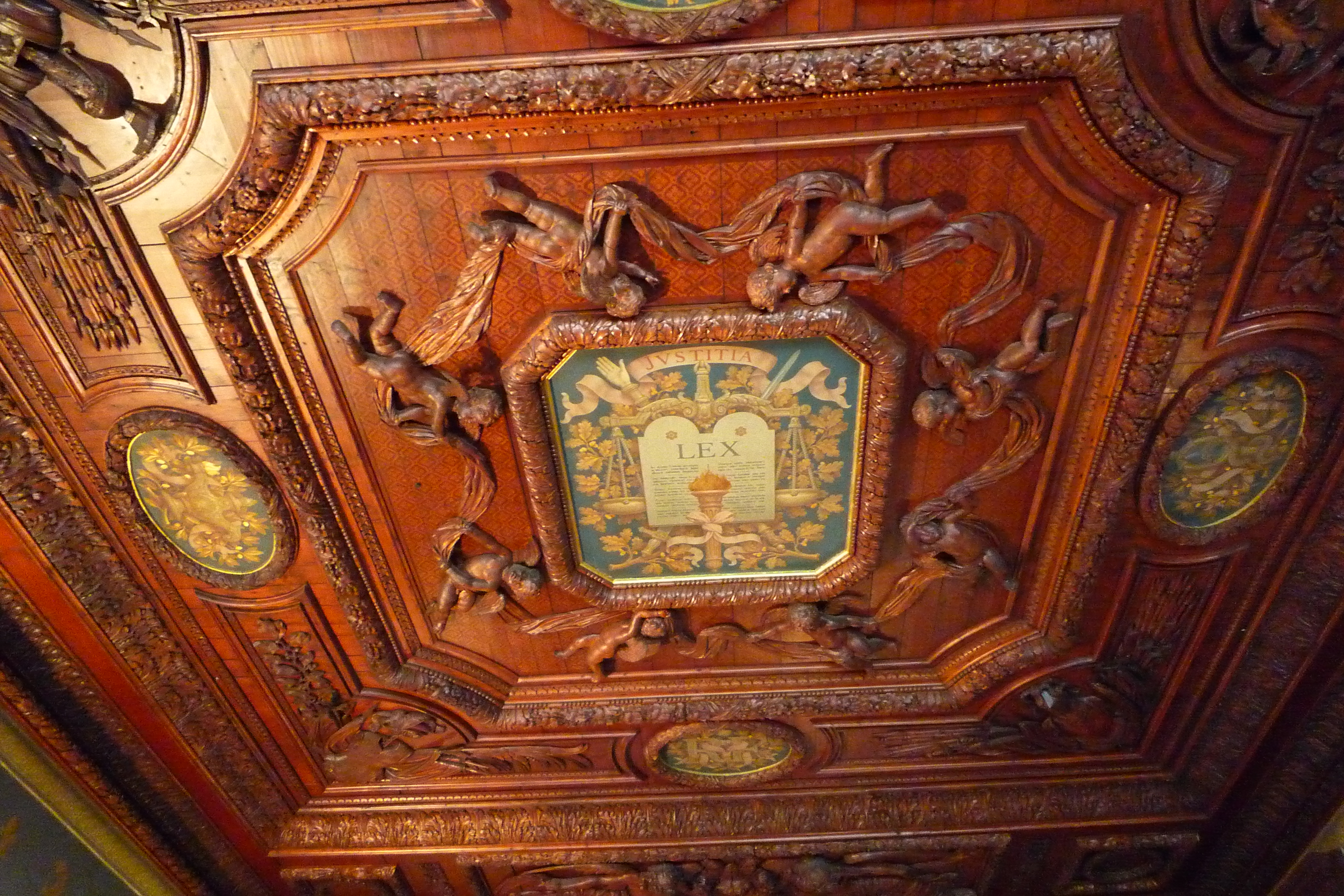
Plafond du salon bleu.
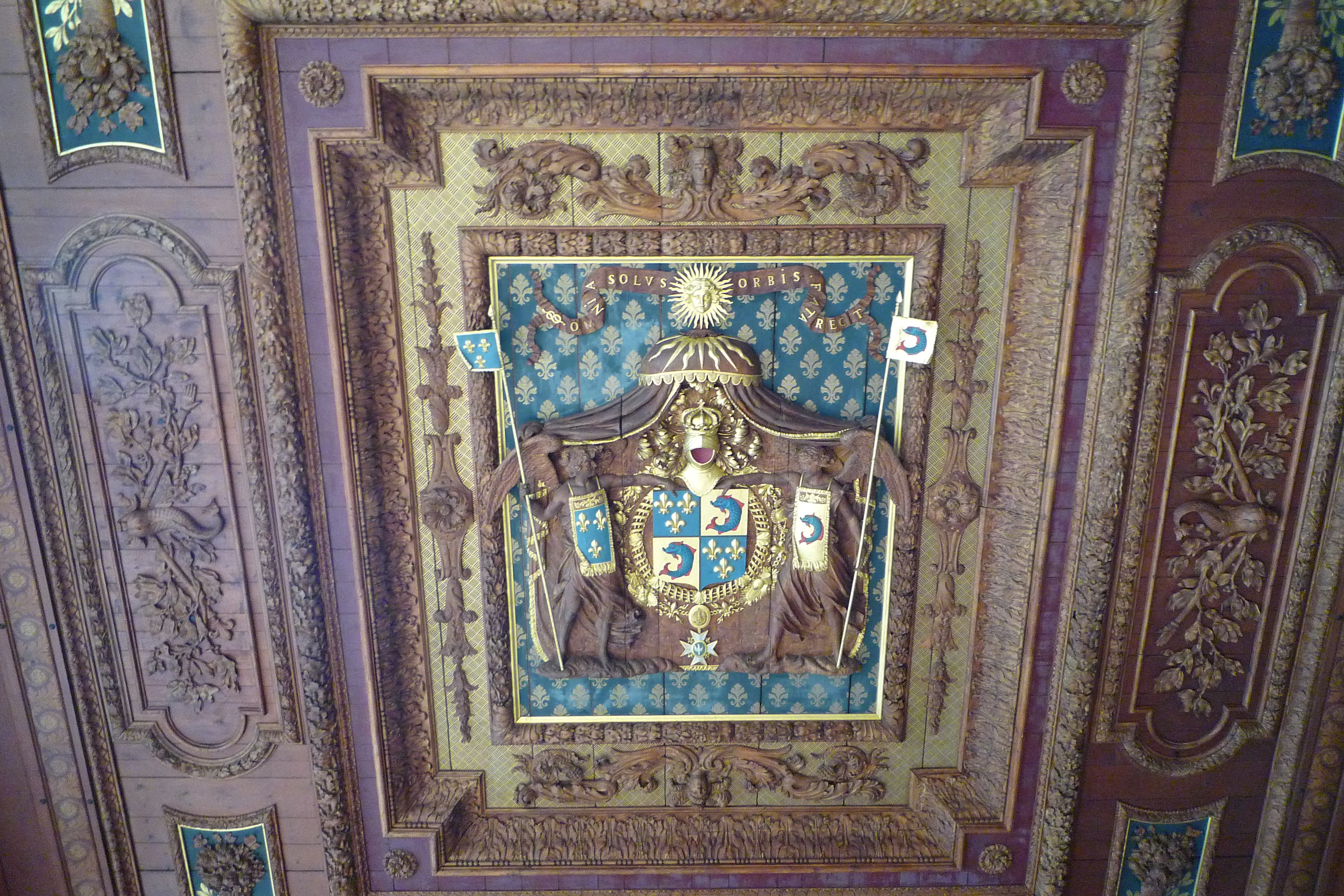
Plafond du salon bleu.
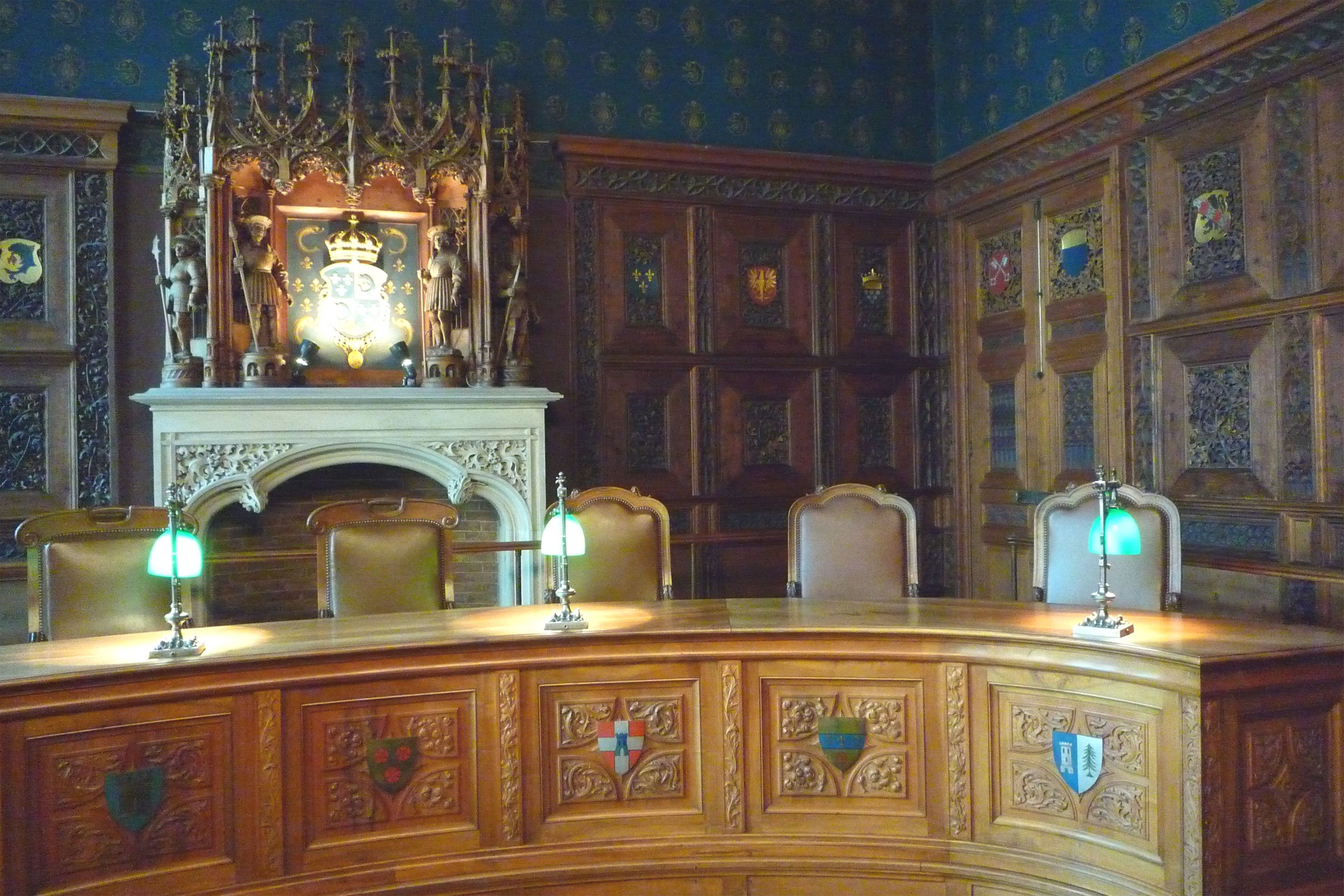
Salle du parlement.
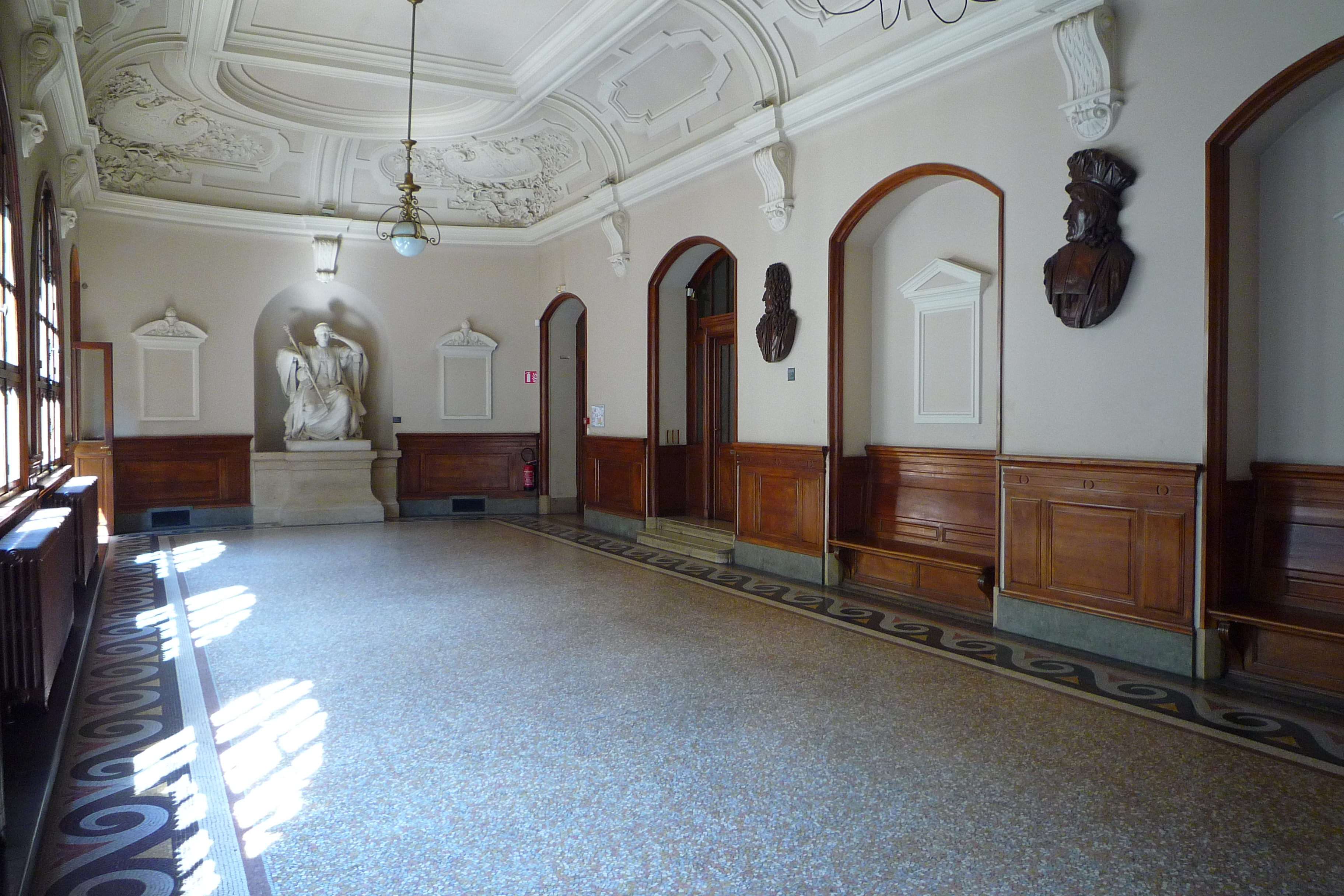
Salle des pas perdus.

## Au cinéma
En 2000, une scène du film Un crime au Paradis de Jean Becker a été tournée à l'intérieur du palais.

## Annexe